# Delia bacilligera
Delia bacilligera är en tvåvingeart som beskrevs av Willi Hennig 1974. Delia bacilligera ingår i släktet Delia och familjen blomsterflugor. Inga underarter finns listade i Catalogue of Life.